# Kerülő Ferenc
Kerülő Ferenc (Buj, 1940. július 25. – 2019. december 30. előtt) magyar festő.

## Pályafutása
1954 és 1958 között a nyíregyházi tanítóképzőben tanult, majd 1958 és 1961 között a szegedi Tanárképző Főiskola hallgatója volt rajz szakon. Mesterei Z. Szalay Pál, Vinkler László, Fischer Ernő és Budai Lajos. Gávavencsellőn él és dolgozoik rajztanárként. Dolgozott a balatonfüredi művésztelepen, Lengyelországban és a Szovjetunióban is művésztelepeken. Művei csendéletek, portrék és tájképek, gyakran feltűnik festményein a Tisza menti vidék.

## Egyéni kiállítások
- 1971 • József Attila Művelődési Ház, Nyíregyháza
- 1975 • Zeneiskola, Kisvárda
- 1976 • Művelődésii Otthon, Kemecse • Művelődésii Otthon, Beregdaróc
- 1977 • KEMÉV, Nyíregyháza • Mezőgazdasági Főiskola, Nyíregyháza
- 1998 • II. Rákóczi F. Művelődési Központ, Nagykálló.

## Válogatott csoportos kiállítások
- 1969 • XIV. Megyei Képzőművészeti kiállítás, Nyíregyháza • Benczúrtól napjainkig, Megyei Művelődési Központ, Nyíregyháza
- 1970 • Szabolcsi művészek, Fészek Klub, Budapest
- 1972 • Benczúr Gyula Terem, Nyíregyháza
- 1973 • Szabolcsi Tárlat, Csontváry Terem, Pécs
- 1974 • Képzőművészek Szövetsége Kelet-magyarországi területi szervezet kiállítása, Báthori István Múzeum, Nyírbátor
- 1975 • Ünnepi tárlat, Városi Művelődési Központ Kiállítóterem, Nyíregyháza • VI. Nyíregyháza-Sóstói Nemzetközi Művésztelep Kiállítása, Városi Művelődési Központ Kiállítóterem, Nyíregyháza
- 1977 • Tavaszi Tárlat, Debrecen • II. Szabolcsi Tárlat, Jósa András Múzeum, Nyíregyháza
- 1979 • Móricz Zs. Képzőművészeti Emlékkiállítás, Jósa András Múzeum, Nyíregyháza
- 1981 • V. Szabolcsi Tárlat, Jósa András Múzeum, Nyíregyháza • Szabolcs-Szatmár megye képzőművészete 1945-1980, Szatmár Megyei Múzeum, Szatmárnémeti
- 1983 • Szabolcsi Téli Tárlat, Lenin téri kiállítóterem, Nyíregyháza
- 1985 • Negyven év Szabolcs-Szatmár képzőművészetében, Ungvár.

## Művek közgyűjteményekben
- Ibrányi Galéria, Ibrány
- Jósa András Múzeum, Nyíregyháza